# Nordic Yards
Nordic Yards — группа верфей с главной конторой в Висмаре, земля Мекленбург-Передняя Померания, Германия.
Nordic Yards, наряду с судостроением, является также изготовителем и разработчиком морских конструкций и платформ. В состав группы входят дочерние предприятия: Nordic Yards Wismar и Nordic Yards Warnemünde. Nordic Yards концентрирует свои усилия на строительстве судов специального назначения, таких как ледокольные суда, специальные танкеры, паромы и пассажирские суда (например суда типа RoRo и парома класса RoPax), а также морские платформы (как стационарные, так и плавающие).

## История
В июне 2009 года тогдашние верфи Wadan Yards заявили о своём банкротстве. После открытия производства по делу перед нанятым судом банкротным управляющим Марком Одебрехтом (Marc Odebrecht) поставили задачу найти инвестора на всё имущество (включая недвижимость, здания, оборудование, машины, а также интеллектуальную собственность). 15 августа 2009 года Nordic Yards в рамках Asset Deal перенял обе верфи в Висмаре и в Варнемюнде. Единственным собственником и управляющим Nordic Yards являлся российский инвестор Виталий Юсуфов.
1 июня 2014 года Nordic Yards пополнился примерно за 5 миллионов евро ещё одним активом, Volkswerft Stralsund, который стала третьим объектом в группе верфей под названием Nordic Yards Stralsund GmbH.
В марте 2016 году Genting Group приобрела все три актива за 230,6 миллионов евро.

## Продукты

### Суда для использования в условиях Арктики / специальные танкеры

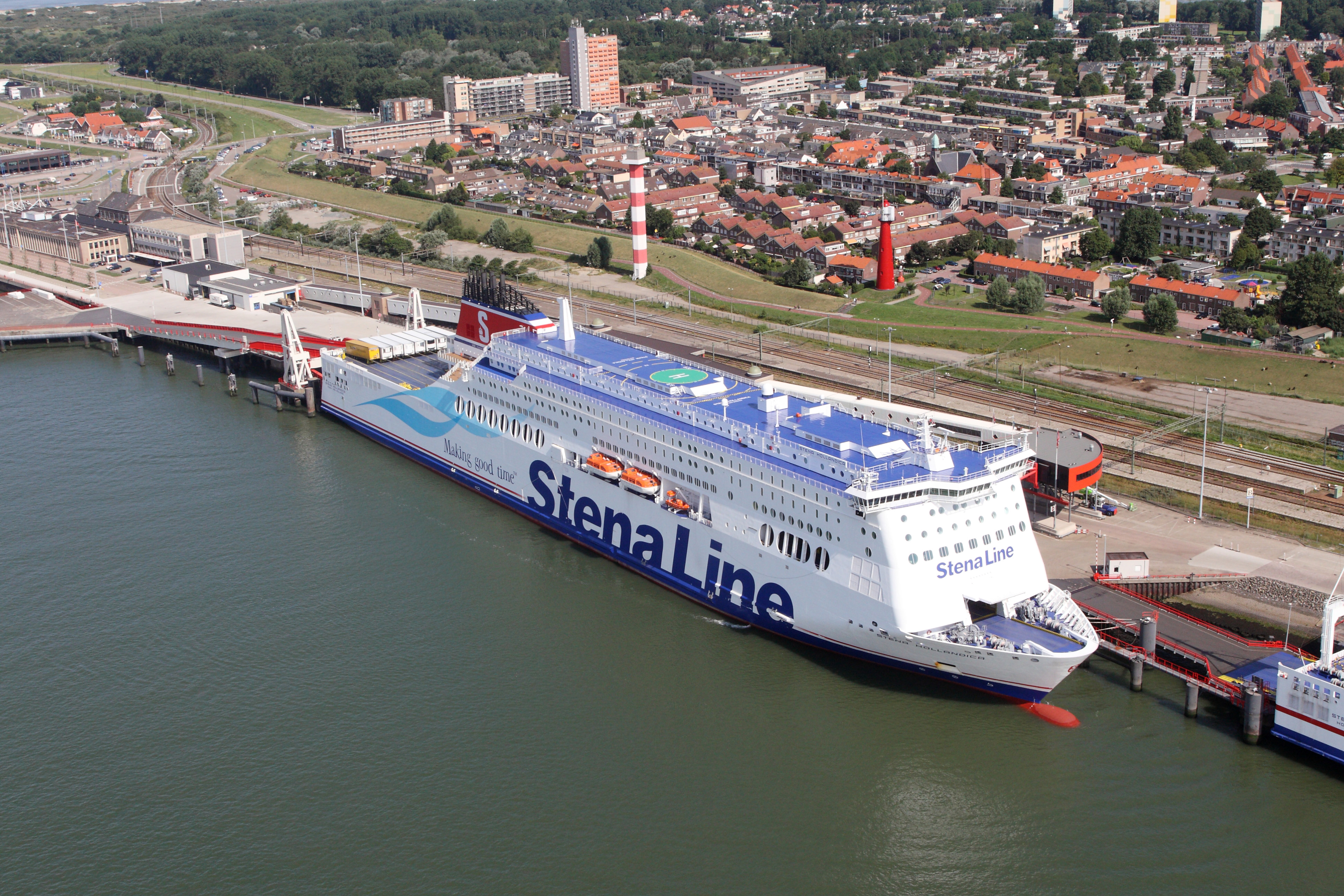
Stena Hollandica, построенная Nordic Yards

Nordic Yards строит и проектирует суда все ледовых классов. На верфи в Висмаре был разработан и построен по заказу компании Норильский никель ледокольный арктический танкер «Nordic AT 19». В конце сентября 2011 года судно передано заказчику. С июня по август 2011 года на верфи осуществлялась также модернизация ледокольного контейнеровоза «Norilskiy Nickel» типа Aker ACS 650 также для российского предприятия Норильский никель.

### Паромы / пассажирские суда
В больших ангарах верфей в Висмаре и Варнемюнде Nordic Yards строит спроектированные немецкими инженерами и конструкторами верфи паромы и пассажирские суда (например, ролкеры (RoRo) и паромы класса RoPax, позволяющие брать на борт, помимо грузов, также и пассажиров). В 2010 году Nordic Yards поставила самые большие в мире комбинированные грузо-пассажирские паромы (RoPax) Stena Hollandica и Stena Britannica шведскому пароходству Stena Line.

### Морские платформы
Nordic Yards строит и проектирует суда и конструкции в сфере нефтяных платформ (стационарных и плавучих). Верфь занимается также конструированием и изготовлением океанских платформ и конструкций фундаментов. Во время ярмарки BalticFuture 2011 в Ростоке Nordic Yards представил одно из недавно разработанных верфью новых судов (англ. = Heavy Lift Vessel) для возведения ветряных парков на платформах в открытом море.
В 2011 году Nordic Yards в местах дислокации построил две платформы для трансформаторных подстанций для Siemens Energy. С помощью платформы «BorWin beta» начиная с 2013 года ветряные парки Северного моря Veja Mate и Global Tech I можно подключить к материковой сети голландской Tennet. Платформа «HelWin alpha» была установлена, как часть проекта ветряного парка на платформах HelWin1 в восточной части Северного моря недалеко от Гельголанд.

## Места дислокации

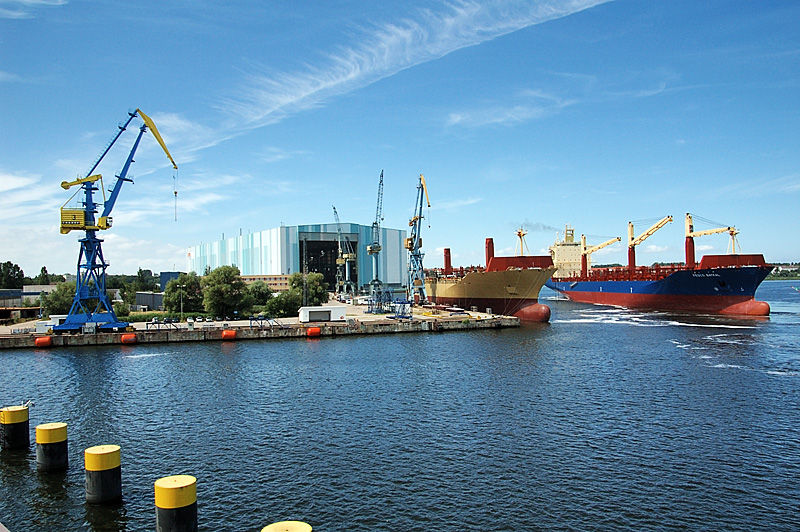
Nordic Yards Wismar

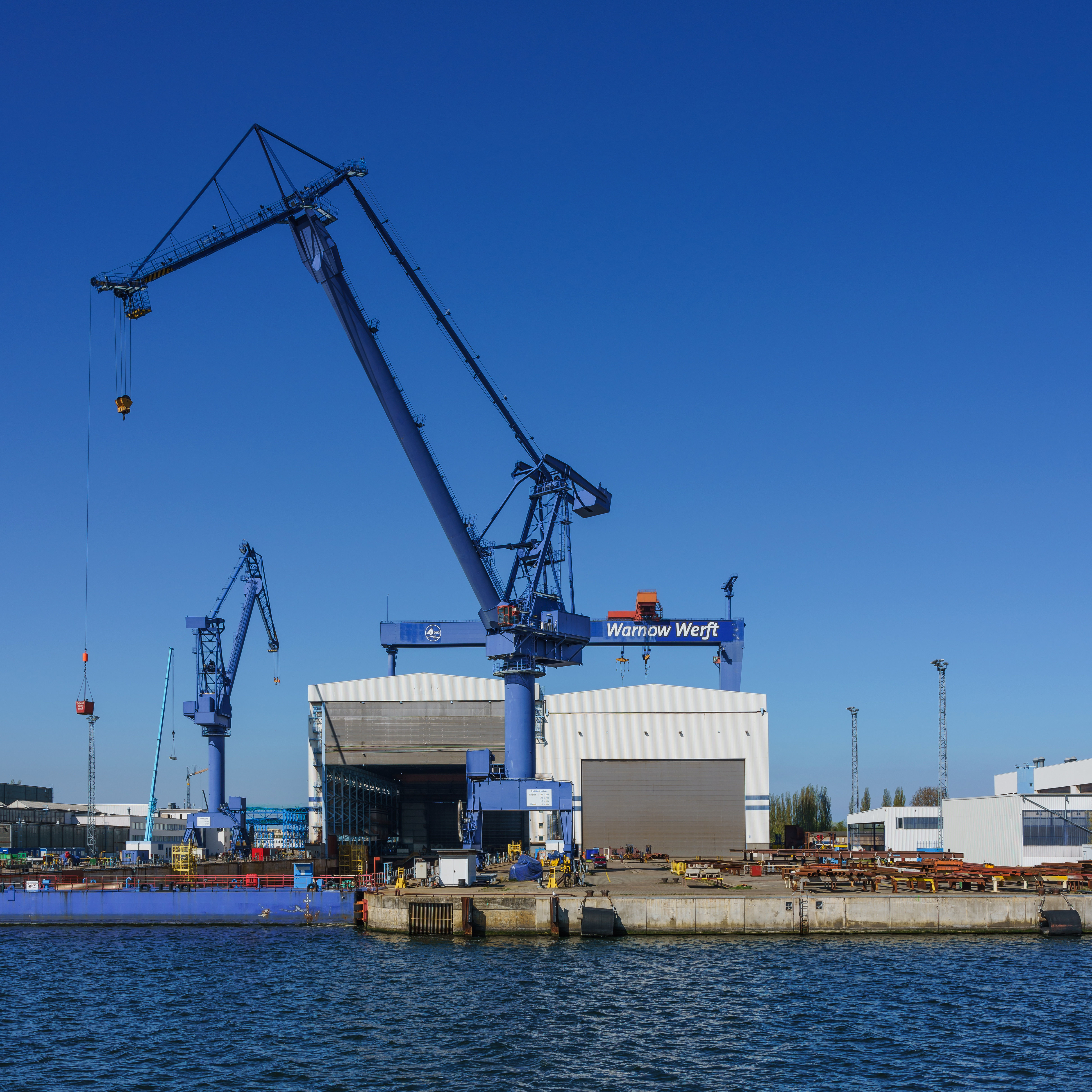
Nordic Yards Warnemünde

### Nordic Yards Wismar
| Место расположения: |  | Висмар                                   |
| Образована:         |  | 1946                                     |
| Территория верфи:   |  | 560.000 м²                               |
| Строительный док:   |  | 340 м x 67 м x 13,4 м (полностью крытый) |
| Мощность крана:     |  | до 1000 т                                |

### Nordic Yards Warnemünde
| Место расположения: |  | Росток-Варнемюнде                   |
| Образована:         |  | 1946                                |
| Территория верфи:   |  | 850.000 м²                          |
| Строительный док:   |  | 320 м x 54 м x 10,7 м (80 м крытый) |
| Мощность крана:     |  | до 700 т                            |